# Gelis tubulosus
Gelis tubulosus är en stekelart som först beskrevs av Josef Fahringer 1923.  Gelis tubulosus ingår i släktet Gelis och familjen brokparasitsteklar. Inga underarter finns listade i Catalogue of Life.